# 庄司夕起
庄司 夕起（しょうじ ゆき、1981年11月19日 - ）は、日本の元女子バレーボール選手。

## 来歴
北海道赤平市出身。小学校時代はソフトボールをしており、中学1年生からバレーボールを始める。1997年、妹背牛商業高校に進学。1998年、同校の9年ぶりとなる春高バレー出場と3年連続インターハイ出場に貢献した。1999年春高バレー北北海道予選では、準決勝の釧路北陽高校戦で右足半月板とじん帯損傷の重傷を負い、決勝で旭川実業高校に敗れ全国大会に出場することはできなかった。
2000年、東北パイオニアに入団。2006年、2006-07プレミアリーグでレギュラーを獲得。2008年度より主将を務めた。
2007年、全日本代表に初選出。ワールドグランプリで代表スタメンデビュー。同年開催のワールドカップに出場し、札幌ラウンドにて地元デビューを果たした。2009年のワールドグランプリではレギュラーで出場し、同年のグラチャンにも出場した。2010年のヨーロッパ遠征では主将を務めた。
2009年6月にパイオニアレッドウィングスを退部し、同年7月上尾メディックスに移籍し2011年まで主将を務めた。2011年3月、チャレンジリーグ初優勝に大きく貢献し、自らもMVPを受賞した。
2013年7月1日、上尾を退社。同月、ドイツブンデスリーガのVCヴィースバーデンに移籍することが発表された。
2014年4月、日本代表に再登録された。同年6月、Vプレミアリーグのトヨタ車体クインシーズに移籍した。
2015年6月1日、トヨタ車体は庄司の退団を発表した。

## 人物・エピソード
- 吉原知子は高校の先輩で、チームメイトでもあった。庄司は吉原を「雲の上の存在」と言って、非常に尊敬している。
- 全日本代表デビューした年に、母校の妹背牛商業高校は生徒数減少により新規募集停止となった。
- 熊のぬいぐるみ、リラックマを持ち歩いている。それにはマイミーと名前がつけられ、話しかけたり服を着せたりして楽しんでいる。
- 趣味は山本リンダの『狙い撃ち』を歌うことで、山本リンダ本人よりも激しく踊ることができる。
- 上尾中央総合病院では、健康管理課に所属していた。

## 所属チーム
- 赤平中
- 妹背牛商業高等学校
- パイオニアレッドウィングス（2000-2009年）
- 上尾メディックス（2009-2013年）
- VCヴィースバーデン（2013-2014年）
- トヨタ車体クインシーズ（2014-2015年）

## 球歴
- 全日本代表 - 2007年-
- 全日本代表としての主な国際大会出場歴
  - ワールドカップ - 2007年
  - ワールドグランドチャンピオンズカップ ‐ 2009年

## 受賞歴
- 2010年 - Vチャレンジリーグ 敢闘賞、ブロック賞
- 2011年 - Vチャレンジリーグ MVP